# Olof Stenhammar
Olof Mattias Arnesson Stenhammar, född 2 maj 1941 i Finspång, är en svensk finansman som grundade Optionsmäklarna, OM (numera Nasdaq). 

## Biografi
Olof Stenhammar, uppväxt på en gård utanför Finspång där hans affärsbana började med julgransförsäljning i tonåren, är politices magister med examen från Lunds universitet. Under studietiden var han flaggkapten i den navalakademiska föreningen SjöLund. 1964 avlade han reservofficersexamen efter studier vid Kungliga Sjökrigsskolan och är  reservofficer med kaptens tjänstegrad. 2005 blev Stenhammar ordinarie ledamot av Kungliga Örlogsmannasällskapet.

## Finansman
Under 1980-talet avreglerades, av politiska och tekniska skäl, finansmarknaderna i flera länder och därmed öppnades nya möjligheter för finansiella entreprenörer. 1984 startade därför Olof Stenhammar Optionsmäklarna OM (i dag del av NASDAQ OMX), som blev Sveriges första marknadsplats för aktie-, ränte-, och indexoptioner (OMX-index) och världens första privatägda, vinstinriktade och elektroniska börsverksamhet. Då värdepappersmarknaden i Sverige vid denna tid var hårt reglerad ville Bankinspektionen förbjuda verksamheten, men då aktieoptioner då ännu inte fanns som juridiskt begrepp gick verksamheten inte att stoppa. Stenhammars entreprenörskap utmanade den rådande ordningen på den svenska finansmarknaden. Det märktes både i förhållande till myndigheter och storbankerna, men också i förhållandet till Stockholms fondbörs som vid den denna tid ännu var en halvoffentlig institution med stort inflytande på finansmarknadernas organisation. Stenhammars entreprenörskap kom tidvis i konflikt med börschefen Bengt Rydén. Båda var delaktiga i att omforma de svenska finansmarknaderna under slutet av 1980-talet och 1990-talets början, fast från olika utgångspunkter.
OM blev därmed en föregångare i börsvärlden och fortsatte att utveckla verksamheten både i Sverige och internationellt. 1989 öppnade man till exempel världens första elektroniska länk mellan två börser, mellan sina verksamheter i Stockholm och London, och är i dag världsledande leverantör av så kallade marknadsplats- och clearingningar till olika börser och värdepapperscentraler. 1998 slogs OM samman med Stockholms fondbörs under det gemensamma namnet OM AB. OM lade år 2000 ett över hela världen uppmärksammat uppköpsbud på London Stock Exchange. Budet avslogs. 2003 förvärvade företaget Helsingforsbörsen och de tre baltiska börserna. Bolagets namn ändrades år 2004 till OMX. Sedermera förvärvades även Köpenhamnsbörsen och Börsen på Island. 2008 slogs OMX samman med den amerikanska Nasdaq-börsen till The NASDAQ OMX Group.

## Övrigt
Olof Stenhammar är son till major Arne Stenhammar (1886-1974) och Elisabeth, född af Ugglas (1902-1980), och är på längre håll släkt med Wilhelm Stenhammar. Han är gift och har två barn. 
1996–1997 var Stenhammar ordförande i kampanjorganisationen för Stockholms OS-ansökan 2004 och var sedan också ordförande i Åres alpina VM-organisation 2007.
Den 19 juli 2000 seglade Stenhammar på ett grund i finska skärgården, ca 13,5 distansminuter väst om Hangö (59°50.9′N 22°31.4′Ö / 59.8483°N 22.5233°Ö). Den 24 juli 2009 namngavs grundet vid en officiell ceremoni till "Stenhammaren" och finns nu utmärkt i de finska sjökorten. Stenhammar torde vara den ende nu levande svensk som fått ett grund uppkallat efter sig i Finland.
I januari 2010 donerade han 10 miljoner kronor till SOK:s talangprogram, att utbetalas under en tioårsperiod.
I oktober 2012 gav Stenhammar ut sina memoarer med titeln "Det ordnar sig" på Ekerlids förlag. Stenhammar är bosatt på Norrnäs gård på Värmdö och är ägare och den drivande kraften bakom verksamheten på Siggesta gård. Stenhammar har donerat en 20 m lång sjöräddningsbåt, Rescue Stenhammar, till Sjöräddningssällskapet där han varit medlem i styrelsen sedan 1996 och ordförande 2012–2016.
Stenhammar medverkade i radioprogrammet Sommar i P1  den 10 augusti 2020.

## Utmärkelser
- Ekonomie hedersdoktor vid Handelshögskolan i Stockholm (ekon. dr. h.c.) 1994
- Filosofie hedersdoktor vid Lunds Universitet, 2004
- Tilldelades Guldklubban i klassen för noterade bolag för förtjänstfullt styrelseordförandeskap i AB Ratos styrelse, 2009
- Invald i US Futures Industry Association Hall of Fame, Boca Raton, Florida, 2005.